# 喬治·達拉然斯
喬治·達拉然斯 （英文：George Dalaras，1949年9月29日－ ），希臘歌手。最近被選為聯合國難民署的親善大使。喬治·達拉然斯至今發行了超過80張個人專輯，幾乎所有的專輯都達到黃金和白金唱片的銷量，多次發行超過了20萬張。「小亞細亞」和「希臘民謠50年」是他演唱生涯的兩個里程碑。另外他的專輯「拉丁」和「我的歌」銷量均超過50萬份，在希臘取得了前所未有的成就。

## 外部連結
- 官方網站（页面存档备份，存于）
- 非官方網站*（页面存档备份，存于）
- George Dalaras在MusicBrainz上的頁面（英文）